# 彭述之
彭述之（1895年11月26日—1983年11月28日），又名张次南，中国湖南省隆回县羊古坳乡转角丘村人，中国共产党早期领导人，中国托派领袖之一，中国的马克思主义者，曾任第四国际中国支部书记、中国革命共产党书记。

## 生平

### 早期经历
1919年，彭述之考入北京大学文学院，旋即参加五四运动。1920年，彭在上海外国语学社期间参加中国社会主义青年团，次年前往苏联莫斯科东方劳动者共产主义大学学习，中国共产党正式成立后转为党员，1923年4月中共旅莫支部成立，先后任第一期支委，第二、三期书记。其间，出席1922年1月共产国际召开的远东劳动人民代表大会和1924年共产国际第五次代表大会。

### 中共领导层
1924年，彭回到上海，主编中共机关刊物新青年和向导周报，兼任上海大学教授。1925年，彭在中国共产党第四次全国代表大会上被选入中央局，任中央宣传部部长，先后任党的理论刊物《新青年》和机关刊物《向导》周报编辑，同时任上海大学社会科学系教授。1925年10月，中共中央机关报《向导》周报主编蔡和森赴莫斯科开会，并担任中共驻共产国际代表，彭述之接任《向导》周报主编。受陈独秀的影响，在彭述之担任主编时期，《向导》周报改变了编辑方向，对当时正在兴起的农民运动和北伐战争不支持、不拥护。作为党内负责宣传的最高领导人，彭述之拒绝发表毛泽东的《湖南农民运动考察报告》。1926年3月20日，广州爆发中山舰事件。为反击蒋介石，限制他的权力的膨胀，陈独秀召集中央会议，决定采取四条对策，其中之一是在广州成立中共中央特委，由彭述之、张国焘、谭平山、陈延年、周恩来、张太雷六人组成，彭述之为书记。陈独秀主张中共退出国民党，由党内合作改为党外联盟。并派彭述之与陈碧兰带着中央批示坐船从上海去广州落实。
与此同时，广东政府的政治顾问鲍罗廷于4月29日带着苏共中央政治局的决策，回到了广州。1923年9月，鲍罗廷作为苏俄政府和苏共中央派驻国民党的代表到中国，不久被孙中山聘为国民党特别顾问。当时，苏共中央托洛茨基和季诺维也夫主张中共退出国民党，但斯大林和布哈林坚决主张共产党留在国民党内，后者占了上风。彭述之关于共产党集体退出国民党的方案还没有实施就遭到鲍罗廷的压制。彭述之广州之行一无建树，只好带着陈碧兰于6月初返回上海。
1926年7月，国民革命军在广州誓师北伐。但是陈独秀和彭述之依然抱着“退出国民党”的主张，对迅速发展的形势缺乏变通和驾驭的能力。1926年8月，中共中央执委在上海开会讨论北伐。陈独秀提议反对北伐，彭述之随即赞同，但张国焘和瞿秋白表示反对，最后进行表决，以2对2票不相上下。气得陈独秀破口大骂。张国焘不敢还击，但坚持不改变主意。1926年7月31日，根据共产国际的支持和中共党内大多数同志的意见，中共中央发出第一号通告《反对吴佩孚战争中我们应如何工作》，公开表示赞同北伐。这对陈独秀、彭述之而言无疑是沉重的打击。
1926年底，苏联政府又派了三位代表抵华，指导中国革命。他们在武汉与鲍罗廷商议后，一致认为中共党的主要工作应该放在支持北伐上。他们要中共党内的领导人之一瞿秋白，撰写文章，反对陈独秀路线。正如这三位苏联代表1927年3月递交给苏共中央的报告中说：“由于陈独秀在中共党内的威信太大，目前更换领袖不太可能，只有以反对彭述之来旁敲侧击陈独秀”。于是瞿秋白以“身体不适，需要休养”，向中央请假，悄悄上了庐山，开始撰写“反对彭述之主义”的小册子。中共五大在汉口召开，此前瞿秋白撰写的《中国革命之争论问题》的小册子，已在党的代表以及党的积极分子中广为散发，五大开幕式的会场上，每位代表的座位上都放着这本7万余字的小册子。这本原名为《第三国际还是第零国际——中国革命史中之孟什维克主义》的小册子罗列了彭述之的17条错误，彭述之成为陈独秀路线的替罪羊。受到攻击的彭述之虽然当选中央委员，但是没有进入中央政治局。

### 加入托派
1929年，托洛茨基关于中国革命的理论和策略传到中国。1929年7月，“中东路事件”爆发。以此为契机，陈独秀在七八月间给中央写了三封信，公开批评中央“武装保卫苏联”等政策方针，要求党中央接受托派路线，抛弃中共六大路线。10月10日陈独秀与彭述之致信中央：“你们说我们是反对派，不错，我们是反对派；我们的党此时正需要反对派。”10月25日，中共江苏省委与上海各区党团书记召开联席会议，决定开除彭述之等人的党籍。没有将陈独秀先开除出党。得知江苏省委决议后，陈独秀与彭述之于10月26日联名致信中央，对中央的警告进行反击。1929年11月25日，中共中央政治局作出《中共中央关于开除陈独秀党籍并批准江苏省委开除彭述之、汪泽楷、马玉夫、蔡振德四人党籍的决议案》：“这充分证明陈独秀彭述之等已经决心离开革命，离开无产阶级，客观上就是已经开始转变他们的历史行程走向反革命方面去了……”。
1929年12月15日，陈独秀、彭述之等人成立“无产者社”。1931年5月，中国各托洛茨基主义小组共同组成中国共产主义同盟，彭述之负责这个新党的宣传工作。1932年10月15日，彭被上海公共租界总巡捕房逮捕，此后一直关押于南京。在狱中，陈彭二人羁押在一起，围绕苏联无产阶级专政和共产主义等问题，两人之间产生了很深的裂痕和分歧，以后由分歧转为完全对立，最终分道扬镳。
抗日战争爆发后，彭述之获释出狱，回到上海，加入托派临时中委会，继续从事托派组织活动。1937年8月23日出狱后，陈独秀公开宣布“我不代表任何人，我已不隶属于任何党派”，以此撇清与托派的关系。1938年，彭述之被托洛茨基领导的第四国际任命为中国支部书记。彭述之、刘家良、郑超麟、王文元等人虽然重新组成了托派的领导力量，但由于分歧严重，内部很快发生分裂。从此，中国托派分裂成两派，彭述之一派自称“多数派”（又称“新斗争派”），郑超麟、王凡西等另一派被称为“少数派”（又称“国际主义派”）。
1948年，彭述之将中国共产主义同盟改组为中国革命共产党。此后彭述之认识到，不仅中国国民党是其敌手，且斯大林影响下的中国共产党也是危险的对手。1948年末离开上海。1952年12月彭述之流亡南越西贡，后移居第四国际所在地巴黎。在欧期间，彭述之任第四国际第三届执行委员、常务委员及书记局成员。1953年，彭述之决定脱离第四国际，离开欧洲。1968年，彭述之移居日本；1973年又移民美国。1983年11月18日，彭述之在美国逝世。

## 个人生活
彭述之开始与当时已婚的向警予（时为蔡和森妻子）有一段感情。1925年6月，蔡和森因领导上海五卅运动等工作，过度劳累，哮喘病和胃病复发，不得不离沪到北京疗养。彭述之除了担任中央宣传部长之外，还兼管中央妇女委员会的工作；而负责妇委工作的正好是向警予。在蔡和森离开上海后，彭述之与向警予很快产生感情。三个月后，病情缓解的蔡和森与陈独秀一道返回上海。很快向警予坦白，并且闹到了中共中央。张国焘后来在《我的回忆》中提到：“在会议上，蔡和森的太太向警予首先报告在其丈夫蔡和森离沪期间，她与彭述之发生了恋爱，其经过情形已在和森返沪的当天，就向他坦率说明了。她表明她陷于痛苦的境地，因为她与和森共患难多年，彼此互相敬爱，现在仍然爱他，不愿使和森受到创伤；但同时对彭述之也发生了不能抑制的感情，因为他的风趣确是动人的。她要求中央准她离沪，派她到莫斯科去进修。”不过郑超麟则主张，是蔡和森把这件事情提交给党的政治局会议，其动机是想请党阻止向彭之间的恋爱，以此来挽救婚姻。有一次政治局会议后，陈独秀刚宣布散会时，蔡和森忽然站起来，说他还有一个问题请大家讨论。会议之后，向警予斥责蔡和森自私自利：“分明晓得中央会站在你方面，你才提出问题来讨论。”受到指责的蔡其时一言未发。为了修复有了裂痕的“向蔡同盟”，在一定程度上挽回其不良影响，中共中央决定让向蔡两人同赴莫斯科，向警予进入中山大学学习，蔡和森参加共产国际执行委员会第六次扩大会议。但几个月过去，尽管向蔡两人都曾努力忘记过去，但是，1926年底他们最终还是在莫斯科选择离婚。
中共中央对彭述之进行了批评，彭述之一度心情非常糟糕，开始酗酒。直到陈碧兰出现，陈碧兰原是罗亦农恋人，她刚从苏联回国，罗亦农托付彭述之照顾陈碧兰，未曾想到两人产生感情。为解决陈、罗、彭三人之间的关系，中共中央政治局又一次召开会议着手解决此事，会上，陈碧兰只是哭，不说话。罗亦农姿态很高，表示自己不计较这些，以后还会与彭述之很好地合作。1925年，彭述之与陈碧兰结婚，有女儿程映湘和两个较小的儿子。